# Magister militum
Magister militum (in latino: "comandante dei soldati") era un grado usato nel tardo Impero romano entrato in uso dalla fine del regno di Costantino I e poi evolutosi con Teodosio I. Era l'equivalente romano del Generale in quanto comandante supremo dell'esercito; più specificatamente il magister militum era a capo di un esercito in una Prefettura del pretorio mentre il magister militum praesentalis aveva il comando supremo dell'esercito.

## Funzione
Con questa riforma prima Costantino I, poi i suoi eredi, ed infine Teodosio, decentrarono il comando in ogni provincia, affidandolo appunto ad un magister militum; in precedenza invece il comando delle forze di fanteria imperiali era affidato ad un magister peditum mentre il comando della cavalleria era affidato ad un magister equitum (organizzazione inizialmente voluta da Costantino I, rielaborata nella seconda parte del suo regno, in funzione dei suoi quattro Cesari, poi tre Augusti, che dal 335–337 ereditarono il suo impero).
Il titolo era seguito dal nome della diocesi su cui esercitava potere militare (esempi: magister militum per Thracias, magister militum per Gallias). Il termine usato da solo, o meglio magister militum praesentalis indicava il comandante supremo dell'esercito romano che dirigeva le operazioni anche sul campo di battaglia. Secondo la Notitia dignitatum ce n'erano ben 5 in Oriente:
1. Magister militum praesentalis I, che controllava 2 duces per l'Egitto[4] (dux Thebaidos[5] e dux Libyarum) e 1 comes limitis Aegypti;[4]
2. Magister militum praesentalis II, da cui dipendeva 1 dux per il Ponto[4] (dux Armeniae) e un altro comes per Isauriam;[4]
3. Magister militum per Orientem, da cui dipendevano 6 duces per l'Oriente (dux Foenicis,[6] dux Syriae,[7] dux Palaestinae,[8] dux Osrhoenae,[9] dux Mesopotamiae,[10] dux Arabiae[11]);[4]
4. Magister militum per Thracias, da cui dipendevano 2 duces per la Tracia[4] (dux Moesiae secundae e dux Scythiae);
5. Magister militum per Illyricum, da cui dipendevano 2 duces per l'Illirico[4] (dux Daciae ripensis e dux Moesiae primae).

Al contrario in Occidente è menzionato un solo comandante militare supremo, il magister equitum per Gallias, che comandava il comes tractus Argentoratensis, il dux Belgicae secundae, il dux Germaniae primae, il dux Mogontiacensis, il dux Sequanicae e il dux tractus Armoricani et Neruicani. Ma secondo recenti studi potrebbe esserci stato anche un Magister militum praesentalis per l'Occidente.
Questa iniziale suddivisione risalirebbe a Costantino I e i suoi eredi, prevedendo: 
- inizialmente, 4 Magistri militum regionali (dal 335) per i 4 Cesari, Costante I, Costanzo II, Costantino II e Flavio Dalmazio, ovvero per Gallias, per Illyricum, per Orientem e per Thracias;
- a cui furono aggiunti altri 3 Magistri militum praesentalis (I, II e III) per i 3 Augusti rimasti Costante I, Costanzo II e Costantino II (dalla fine del 337).[1]

Ricoprirono la influente carica di magister militum i grandi generali tardo-romani quali Stilicone, Ezio, Ricimero. A volte il suo ruolo fu più importante di quello dell'imperatore stesso, soprattutto nell'Impero Romano d'Occidente, in cui l'azione combinata delle pressioni barbariche e della crisi sociale aveva reso il potere imperiale sempre meno influente.
Qui di seguito viene riportata una possibile evoluzione della carica di magister militum quale sintesi di quanto sopra riportato:
| Evoluzione della carica di Magister militum da Costantino I a Costanzo II (312-361) | Evoluzione della carica di Magister militum da Costantino I a Costanzo II (312-361)   | Evoluzione della carica di Magister militum da Costantino I a Costanzo II (312-361)   | Evoluzione della carica di Magister militum da Costantino I a Costanzo II (312-361)   | Evoluzione della carica di Magister militum da Costantino I a Costanzo II (312-361)   | Evoluzione della carica di Magister militum da Costantino I a Costanzo II (312-361)   | Evoluzione della carica di Magister militum da Costantino I a Costanzo II (312-361)   | Evoluzione della carica di Magister militum da Costantino I a Costanzo II (312-361) | Evoluzione della carica di Magister militum da Costantino I a Costanzo II (312-361) | Evoluzione della carica di Magister militum da Costantino I a Costanzo II (312-361) | Evoluzione della carica di Magister militum da Costantino I a Costanzo II (312-361) | Evoluzione della carica di Magister militum da Costantino I a Costanzo II (312-361) |
| ----------------------------------------------------------------------------------- | ------------------------------------------------------------------------------------- | ------------------------------------------------------------------------------------- | ------------------------------------------------------------------------------------- | ------------------------------------------------------------------------------------- | ------------------------------------------------------------------------------------- | ------------------------------------------------------------------------------------- | ----------------------------------------------------------------------------------- | ----------------------------------------------------------------------------------- | ----------------------------------------------------------------------------------- | ----------------------------------------------------------------------------------- | ----------------------------------------------------------------------------------- |
| dal 312 al 317                                                                      | magister peditum e magister equitum Costantino I Augusta Treverorum, Roma, Mediolanum | magister peditum e magister equitum Costantino I Augusta Treverorum, Roma, Mediolanum | magister peditum e magister equitum Costantino I Augusta Treverorum, Roma, Mediolanum | magister peditum e magister equitum Costantino I Augusta Treverorum, Roma, Mediolanum | magister peditum e magister equitum Costantino I Augusta Treverorum, Roma, Mediolanum | magister peditum e magister equitum Costantino I Augusta Treverorum, Roma, Mediolanum | Licinio                                                                             | Licinio                                                                             | Licinio                                                                             | Licinio                                                                             |                                                                                     |
| dal 318 al 324                                                                      | Magister militum per Gallias Crispo Augusta Treverorum e Mediolanum                   | Magister militum per Gallias Crispo Augusta Treverorum e Mediolanum                   | Magister militum per Gallias Crispo Augusta Treverorum e Mediolanum                   | magister peditum e magister equitum Costantino I Serdica e Sirmium                    | magister peditum e magister equitum Costantino I Serdica e Sirmium                    | magister peditum e magister equitum Costantino I Serdica e Sirmium                    | magister peditum e magister equitum Costantino I Serdica e Sirmium                  | Licinio                                                                             | Licinio                                                                             | Licinio                                                                             |                                                                                     |
| dal 325 al 334                                                                      | Magister militum per Gallias Costantino II Augusta Treverorum                         | Magister militum per Gallias Costantino II Augusta Treverorum                         | Magister militum per Gallias Costantino II Augusta Treverorum                         | Magister militum per Illyricum (?) Serdica e Sirmium                                  | Magister militum praesentalis Costantino I Nicomedia e Costantinopoli                 | Magister militum praesentalis Costantino I Nicomedia e Costantinopoli                 | Magister militum praesentalis Costantino I Nicomedia e Costantinopoli               | Magister militum per Orientem (?) Antiochia                                         | Magister militum per Orientem (?) Antiochia                                         | Magister militum per Orientem (?) Antiochia                                         |                                                                                     |
| dal 335 al 337                                                                      | Magister militum per Gallias Costantino II Augusta Treverorum                         | Magister militum per Gallias Costantino II Augusta Treverorum                         | Magister militum per Gallias Costantino II Augusta Treverorum                         | Magister militum per Illyricum Costante I Sirmium (?)                                 | Magister militum praesentalis Costantino I Costantinopoli                             | Magister militum praesentalis Costantino I Costantinopoli                             | Magister militum per Thracias Dalmazio Serdica (?)                                  | Magister militum per Orientem Costante II Antiochia                                 | Magister militum per Orientem Costante II Antiochia                                 | Magister militum per Orientem Costante II Antiochia                                 |                                                                                     |
| dal 337 al 340                                                                      | Magister militum per Gallias Costantino II Augusta Treverorum                         | Magister militum per Gallias Costantino II Augusta Treverorum                         | Magister militum praesentalis Costantino II                                           | Magister militum per Illyricum Costante I                                             | Magister militum praesentalis Costante I                                              | Magister militum praesentalis Costante I                                              | Magister militum per Thracias Costante I                                            | Magister militum praesentalis Costanzo II                                           | Magister militum per Orientem Costanzo II                                           | Magister militum per Orientem Costanzo II                                           |                                                                                     |
| dal 340 al 350                                                                      | Magister militum per Gallias Costante I Augusta Treverorum                            | Magister militum per Gallias Costante I Augusta Treverorum                            | Magister militum praesentalis Costante I Mediolanum (?)                               | Magister militum per Illyricum Costante I                                             | Magister militum per Thracias Costanzo II                                             | Magister militum per Thracias Costanzo II                                             | Magister militum per Thracias Costanzo II                                           | Magister militum praesentalis Costanzo II                                           | Magister militum per Orientem Costanzo II                                           | Magister militum per Orientem Costanzo II                                           |                                                                                     |
| dal 350 al 352                                                                      | Magister militum per Gallias Magnenzio                                                | Magister militum per Gallias Magnenzio                                                | Magister militum praesentalis Magnenzio                                               | Magister militum per Illyricum Magnenzio                                              | Magister militum per Thracias Costanzo II                                             | Magister militum per Thracias Costanzo II                                             | Magister militum per Thracias Costanzo II                                           | Magister militum praesentalis Costanzo II                                           | Magister militum per Orientem Costanzo II                                           | Magister militum per Orientem Costanzo II                                           |                                                                                     |
| dal 353 al 354                                                                      | Magister militum per Gallias Costanzo II Augusta Treverorum                           | Magister militum per Gallias Costanzo II Augusta Treverorum                           | Magister militum per Gallias Costanzo II Augusta Treverorum                           | Magister militum per Illyricum Costanzo II                                            | Magister militum praesentalis Costanzo II                                             | Magister militum praesentalis Costanzo II                                             | Magister militum per Thracias Costanzo II                                           | Magister militum praesentalis Costanzo Gallo (come Cesare)                          | Magister militum per Orientem Costanzo Gallo                                        | Magister militum per Orientem Costanzo Gallo                                        |                                                                                     |
| dal 354 al 355                                                                      | Magister militum per Gallias Costanzo II Augusta Treverorum                           | Magister militum per Gallias Costanzo II Augusta Treverorum                           | Magister militum per Gallias Costanzo II Augusta Treverorum                           | Magister militum per Illyricum Costanzo II                                            | Magister militum per Thracias Costanzo II                                             | Magister militum per Thracias Costanzo II                                             | Magister militum per Thracias Costanzo II                                           | Magister militum praesentalis Costanzo II                                           | Magister militum per Orientem Costanzo II                                           | Magister militum per Orientem Costanzo II                                           |                                                                                     |
| dal 356 al 361                                                                      | Magister militum per Gallias Flavio Giuliano Augusta Treverorum                       | Magister militum per Gallias Flavio Giuliano Augusta Treverorum                       | Magister militum praesentalis Flavio Giuliano (come Cesare)                           | Magister militum per Illyricum Costanzo II                                            | Magister militum per Thracias Costanzo II                                             | Magister militum per Thracias Costanzo II                                             | Magister militum per Thracias Costanzo II                                           | Magister militum praesentalis Costanzo II                                           | Magister militum per Orientem Costanzo II                                           | Magister militum per Orientem Costanzo II                                           |                                                                                     |
| dal 361 al 363                                                                      | Magister militum per Gallias Giuliano Augusta Treverorum                              | Magister militum per Gallias Giuliano Augusta Treverorum                              | Magister militum per Gallias Giuliano Augusta Treverorum                              | Magister militum per Illyricum Giuliano                                               | Magister militum per Thracias Giuliano                                                | Magister militum per Thracias Giuliano                                                | Magister militum per Thracias Giuliano                                              | Magister militum praesentalis Giuliano                                              | Magister militum per Orientem Giuliano                                              | Magister militum per Orientem Giuliano                                              |                                                                                     |
| dal 364 al 367                                                                      | Magister militum per Gallias Valentiniano I                                           | Magister militum per Gallias Valentiniano I                                           | Magister militum praesentalis Valentiniano I                                          | Magister militum per Illyricum Valentiniano I                                         | Magister militum per Thracias Valente                                                 | Magister militum per Thracias Valente                                                 | Magister militum per Thracias Valente                                               | Magister militum praesentalis Valente                                               | Magister militum per Orientem Valente                                               | Magister militum per Orientem Valente                                               |                                                                                     |
| dal 367 al 375                                                                      | Magister militum per Gallias Graziano Augusta Treverorum                              | Magister militum per Gallias Graziano Augusta Treverorum                              | Magister militum praesentalis Graziano                                                | Magister militum per Illyricum Valentiniano I                                         | Magister militum praesentalis Valentiniano I                                          | Magister militum praesentalis Valentiniano I                                          | Magister militum per Thracias Valente                                               | Magister militum praesentalis Valente                                               | Magister militum per Orientem Valente                                               | Magister militum per Orientem Valente                                               |                                                                                     |
| dal 375 al 378                                                                      | Magister militum per Gallias Graziano Augusta Treverorum                              | Magister militum per Gallias Graziano Augusta Treverorum                              | Magister militum praesentalis Graziano                                                | Magister militum per Illyricum Valentiniano II                                        | Magister militum praesentalis Valentiniano II                                         | Magister militum praesentalis Valentiniano II                                         | Magister militum per Thracias Valente                                               | Magister militum praesentalis Valente                                               | Magister militum per Orientem Valente                                               | Magister militum per Orientem Valente                                               |                                                                                     |
| dal 379 al 383                                                                      | Magister militum per Gallias Graziano Augusta Treverorum                              | Magister militum per Gallias Graziano Augusta Treverorum                              | Magister militum praesentalis Graziano                                                | Magister militum per Illyricum Valentiniano II                                        | Magister militum praesentalis Valentiniano II                                         | Magister militum praesentalis Valentiniano II                                         | Magister militum per Thracias Teodosio I                                            | Magister militum praesentalis Teodosio I                                            | Magister militum per Orientem Teodosio I                                            | Magister militum per Orientem Teodosio I                                            |                                                                                     |
| dal 383 al 387                                                                      | Magister militum per Gallias Magno Massimo Augusta Treverorum                         | Magister militum per Gallias Magno Massimo Augusta Treverorum                         | Magister militum praesentalis Valentiniano II                                         | Magister militum per Illyricum Valentiniano II                                        | Magister militum praesentalis Teodosio I                                              | Magister militum praesentalis Teodosio I                                              | Magister militum per Thracias Teodosio I                                            | Magister militum praesentalis Arcadio                                               | Magister militum per Orientem Arcadio                                               | Magister militum per Orientem Arcadio                                               |                                                                                     |
| dal 387 al 388                                                                      | Magister militum per Gallias Magno Massimo Augusta Treverorum                         | Magister militum per Gallias Magno Massimo Augusta Treverorum                         | Magister militum praesentalis Magno Massimo                                           | Magister militum per Illyricum Magno Massimo                                          | Magister militum praesentalis Teodosio I                                              | Magister militum praesentalis Teodosio I                                              | Magister militum per Thracias Teodosio I                                            | Magister militum praesentalis Arcadio                                               | Magister militum per Orientem Arcadio                                               | Magister militum per Orientem Arcadio                                               |                                                                                     |
| dal 388 al 392                                                                      | Magister militum per Gallias Valentiniano II                                          | Magister militum per Gallias Valentiniano II                                          | Magister militum praesentalis Valentiniano II                                         | Magister militum per Illyricum Teodosio I                                             | Magister militum praesentalis Teodosio I                                              | Magister militum praesentalis Teodosio I                                              | Magister militum per Thracias Teodosio I                                            | Magister militum praesentalis Arcadio                                               | Magister militum per Orientem Arcadio                                               | Magister militum per Orientem Arcadio                                               |                                                                                     |
| dal 392 al 394                                                                      | Magister militum per Gallias Flavio Eugenio                                           | Magister militum per Gallias Flavio Eugenio                                           | Magister militum praesentalis Flavio Eugenio                                          | Magister militum per Illyricum Teodosio I                                             | Magister militum praesentalis Teodosio I                                              | Magister militum praesentalis Teodosio I                                              | Magister militum per Thracias Teodosio I                                            | Magister militum praesentalis Arcadio                                               | Magister militum per Orientem Arcadio                                               | Magister militum per Orientem Arcadio                                               |                                                                                     |
| dal 394 al 395                                                                      | Magister militum per Gallias Onorio                                                   | Magister militum per Gallias Onorio                                                   | Magister militum praesentalis Onorio                                                  | Magister militum per Illyricum Teodosio I                                             | Magister militum praesentalis Teodosio I                                              | Magister militum praesentalis Teodosio I                                              | Magister militum per Thracias Teodosio I                                            | Magister militum praesentalis Arcadio                                               | Magister militum per Orientem Arcadio                                               | Magister militum per Orientem Arcadio                                               |                                                                                     |
| al tempo della Not.Dign. 400                                                        | Magister militum per Gallias                                                          | Magister militum per Gallias                                                          | Magister militum praesentalis (III ?) = M.peditum+M.equitum                           | Magister militum per Illyricum                                                        | Magister militum praesentalis I                                                       | Magister militum praesentalis I                                                       | Magister militum per Thracias                                                       | Magister militum praesentalis II                                                    | Magister militum per Orientem                                                       | Magister militum per Orientem                                                       |                                                                                     |

## Lista dimagistri militum
Qui di seguito una lista dei magistri militum dalla morte di Costantino I (337) a quella di Teodosio I (395).
| Nominativo                                                   | Posizione                                     | Periodo in carica    | Commenti                                                  | Fonti letterarie                                                        |
| Costante I (337–350)                                         | Costante I (337–350)                          | Costante I (337–350) | Costante I (337–350)                                      | Costante I (337–350)                                                    |
| ------------------------------------------------------------ | --------------------------------------------- | -------------------- | --------------------------------------------------------- | ----------------------------------------------------------------------- |
| Salia                                                        | magister equitum                              |                      | Console 348                                               | Demandt p. 562                                                          |
| Vetranione                                                   | magister peditum                              | fino al 350          |                                                           | Demandt pp. 562 ss.                                                     |
| Magnenzio (350–353)                                          |                                               |                      |                                                           |                                                                         |
| Gaisone                                                      | magister equitum                              | 350–351              | probabilmente morto presso Mursa                          | Demandt p. 563                                                          |
| Romulo                                                       | magister peditum                              | 350–353?             |                                                           | Demandt pp. 563 ss.                                                     |
| Costanzo II (337–361)                                        |                                               |                      |                                                           |                                                                         |
| Ermogene                                                     | magister equitum                              | ?–342                | 342 ucciso in una rivolta                                 | Demandt p. 564                                                          |
| Sallustio Bonoso                                             | magister peditum, magister equitum            |                      | Console 344                                               | Demandt pp. 564 ss.                                                     |
| Flavio Eusebio                                               | magister equitum et peditum                   | ?–fino al 353        | Console 347                                               | Demandt p. 365; PLRE I 307 ss.; RE VI,1, 1366 (Seeck)                   |
| Arbizione                                                    | magister equitum                              | 351/54–362           | Console 355                                               | Demandt pp. 567; 581 ss.; PLRE I 94f.; RE II,1 412 (Seeck)              |
| Claudio Silvano                                              | magister peditum                              | ?–355                | ucciso a Colonia da un usurpatore                         | Demandt pp. 567 ss.; RE III A,1 125 ss. (Seeck)                         |
| Barbazione                                                   | magister peditum                              | ?–359                | 359                                                       | Demandt pp. 568 ss.; PLRE I 146 ss.; RE III,1 1f. (Seeck)               |
| Agilone                                                      | magister peditum                              | 359–362              | sotto Giuliano                                            | Demandt p. 581; PLRE I 28 ss.; RE I,1 809 (Seeck)                       |
| Ursicino                                                     | magister equitum per Orientem                 | ca. 350–360          |                                                           | Demandt pp. 569 ss.; RE IX A,1 1058ff. (Lippold)                        |
| Lucilliano                                                   | magister equitum per Illyricum                | 359–361              | nominato da Giuliano                                      | Demandt pp. 570 ss.; 575 ss.                                            |
| Sabiniano                                                    | magister equitum per Orientem                 | 359–?                |                                                           | Demandt pp. 572 ss.                                                     |
| Marcello                                                     | magister equitum per Gallias                  | 355–inverno 356/357  |                                                           | Demandt pp. 573 ss.; RE XIV,2 1491 (Enßlin)                             |
| Severo                                                       | magister equitum per Gallias                  | 356/357–dopo il 358  |                                                           | Demandt p. 574                                                          |
| Lupicino                                                     | magister equitum per Gallias                  | 358/9–360/1          | sostituito da Giuliano                                    | Demandt pp. 574 ss.                                                     |
| Gomoario                                                     | magister equitum per Gallias                  | 360/1–361            | sostituito da Giuliano                                    | Demandt p. 575                                                          |
| Flavio Claudio Giuliano (360–363)                            |                                               |                      |                                                           |                                                                         |
| inizialmente con Arbizione e Agilone                         |                                               |                      |                                                           |                                                                         |
| Nevitta                                                      | magister equitum per Gallias (nominalmente)   | 361–363              | Console 362                                               | Demandt p. 580; PLRE I 626 ss.                                          |
| Flavio Valente Giovino                                       | magister equitum per Illyricum et per Gallias | 361–fine del 369     | Console 367                                               | Demandt pp. 580 ss.; 588–90                                             |
| Ormisda                                                      | magister equitum                              | 362–363              |                                                           | Demandt p. 581                                                          |
| Vittore                                                      | magister equitum                              | 362–364              |                                                           | Demandt p. 582                                                          |
| Arinteo                                                      | magister peditum                              | 362–364              |                                                           | Demandt p. 583                                                          |
| Gioviano (363–364)                                           |                                               |                      |                                                           |                                                                         |
| continuano Giovino, Vittore e Arinteo                        |                                               |                      |                                                           |                                                                         |
| Lucilliano                                                   | magister equitum (?)                          | 363                  | già magister militum sotto Costanzo, impiegato nuovamente | Demandt p. 585                                                          |
| Lupicino                                                     | magister equitum per Orientem                 | 363–364              | già magister militum sotto Costanzo, impiegato nuovamente | Demandt pp. 585 ss.                                                     |
| Dagalaifo                                                    | magister equitum (?)                          | 363–366              | successore di Lucilliano; Console 366                     | Demandt pp. 585 ss.; PLRE I 239                                         |
| Valentiniano I (364–375)                                     |                                               |                      |                                                           |                                                                         |
| coadiuvato da Giovino (fino al 369); Dagalaifo (fino al 366) |                                               |                      |                                                           |                                                                         |
| Equizio                                                      | magister militum per Illyricum                | 365–                 | Console 374                                               | Demandt pp. 588 ss.                                                     |
| Flavio Teodosio                                              | magister equitum per Gallias                  | Fine del 369–        |                                                           | Demandt pp. 590 ss.                                                     |
| Sebastiano                                                   | magister peditum                              | –378                 | Morto ad Adrianopoli                                      |                                                                         |
| Graziano (375–383)                                           |                                               |                      |                                                           |                                                                         |
| Bautone                                                      | magister equitum                              | 380–fino al 388      | Console 385                                               | Demandt p. 600 ss.; RE III,1, 176 (Seeck); PLRE I 159f.; Enßlin 132 ss. |
| Valentiniano II (375–392)                                    |                                               |                      |                                                           |                                                                         |
| Merobaude                                                    | magister militum praesentialis                | 375-388?             |                                                           |                                                                         |
| Flavio Eugenio (392-394)                                     |                                               |                      |                                                           |                                                                         |
| Arbogaste                                                    | magister militum praesentialis                | 388-394              |                                                           |                                                                         |
| Teodosio I (379–395)                                         |                                               |                      |                                                           |                                                                         |
| Flavio Saturnino                                             | magister militum per Thracias                 | 382 (o prima)-388    | Console 383                                               |                                                                         |
| Bacurio d'Iberia?                                            | magister militum per Thracias (?)             | 388-394              |                                                           |                                                                         |
| Ricomere                                                     | magister militum per Orientem                 | ?-383                | Console 384                                               |                                                                         |
| Ellebico                                                     | magister militum per Orientem                 | 383-388              |                                                           |                                                                         |
| Timasio                                                      | magister peditum et equitum                   | 388-395?             | Console 389                                               |                                                                         |
| Ricomere                                                     | magister militum praesentialis                | 388-393              | Console 384                                               |                                                                         |
| Stilicone                                                    | magister militum per Illyricum                | 392-394?             | Console 400 e 405                                         |                                                                         |
| Abundanzio                                                   | magister utriusque militae                    | 392–393              | Console 393                                               | RE I,1, 126 (Seeck); PLRE I 4f.                                         |
| Addeo                                                        | magister militum per Orientem                 | 393-396              |                                                           |                                                                         |
| Stilicone (per l'Occidente)                                  | magister militum praesentialis                | 394-408              |                                                           |                                                                         |
| Nominativo                                                   | Posizione                                     | Periodo in carica    | Commenti                                                  | Fonti letterarie                                                        |

### Impero romano d'Occidente (dopo il 395)

#### Praesentalis(outriusque militiae)
- 409: Alarico I
- 410-411: Edobico
- 411?-421?: Costanzo III
- 421-425: Flavio Castino
- 425-429: Costanzo Felice
- 432: Bonifacio
- 432-433: Sebastiano
- 437/440-448: Flavio Sigisvulto
- 448?-449?: Astirio
- 449?-454: Flavio Ezio
- 455: Marco Mecilio Flavio Eparchio Avito
- 456: Remisto?
- 455-457: Maggioriano col grado di iunior (?)
- 455-472: Ricimero col grado di senior (?)
- 472-474?: Gundobado
- 475-476: Flavio Oreste

#### Per Gallias
- 407: Giustiniano e Nebiogaste, generali di Costantino III
- 408: Cariobaude
- 425-429: Flavio Ezio
- 437-439: Marco Mecilio Flavio Eparchio Avito
- 439: Litorio
- 439-448?: Astirio
- 443-446?: Merobaude (era presente in Hispania)
- 452-456: Agrippino
- 456-465?: Egidio
- 461/462: Agrippino
- 464/465?: Paolo
- 465-487: Siagrio
- 465-472?:  Gundioco
- 472: Gundobado

#### Per Illyricum
- 399-408?: Alarico I, prima da Arcadio poi da Onorio
- 467: Marcellino
- 471: Valila Teodosio?
- 477-479: Unulfo
- 479-481: Sabiniano Magno
- 508: Sabiniano
- 529-530: Mundo
- ?-565: Giustino
- 566/567: Baduario?

### Impero romano d'Oriente (dopo il 395)

#### Praesentialis
Praesentalis I
- 405: Simplicio
- 409: Arsacio
- 415: Florenzio
- 424-425: Ardaburio
- 434-449: Areobindo
- 450-451: Anatolio
- 454-467: Antemio?
- 468: Basilisco
- 471/474: Marciano
- 474: Zenone
- 474-477/478: Armazio
- 478: Martiniano
- 485-491?: Longino
- 492-499: Giovanni
- 503: Ipazio
- 513: Ipazio
- 514-515: Giovanni
- 518-520: Vitaliano

A questi vanno aggiunti Lucio, tra il 408 e il 450, e Idubingo tra il 466 e il 493.
Praesentalis II
- 399-400: Gainas
- 400: Fravitta
- 409: Varanes
- 415: Sapricio
- 419-438: Plinta
- 443-451: Apollonio
- 450/457: Costantino (sotto il regno di Marciano)
- 457-471: Ardaburio Aspare
- 471-473: Zenone
- 473-476: Teodorico Strabone
- 476/477-478: Teodorico il Grande
- 478-479: Teodorico Strabone
- 479-482: Trocundo
- 483-487: Teodorico il Grande
- 500-518: Patricio
- 520-527: Giustiniano
- 528-532: Flavio Pompeo

#### Per Orientem
- 393-396: Addeo
- 396-398: Simplicio
- 395/400: Fravitta
- 404: Valentino
- 412: Lupiano
- 414-415: Ipazio
- 420: Massimino
- 421-422: Ardaburio
- 422-424: Procopio
- 428-431: Dionisio
- 433-446: Anatolio
- 447-451: Zenone
- 453-466: Ardaburio
- 466-469: Giordane
- 469-471: Zenone
- 476/477-479: Trocundo
- 480: Traustila
- 481-483: Illo
- 483-498: Giovanni Scita
- 503-505: Areobindo Dagalaifo Areobindo
- 505-506: Faresmane
- 516-518: Ipazio
- 518-520: Diogeniano
- 520-525/526: Ipazio
- 527: Libelario
- 527-529: Ipazio

Sono attestati anche Giordane alla fine IV/inizio V secolo o a metà del V secolo, e Urbicio Barbato alla fine V/inizio VI secolo.

#### Per Thracias
- 464: Rusticio
- 469: Zenone
- 474: Eraclio di Edessa
- 517-528: Flavio Pompeo